# Grayenulla
Grayenulla is een geslacht van spinnen uit de familie springspinnen (Salticidae).

## Soorten
De volgende soorten zijn bij het geslacht ingedeeld:
- Grayenulla australensis Żabka, 1992
- Grayenulla dejongi Żabka, 1992
- Grayenulla nova Żabka, 1992
- Grayenulla spinimana Żabka & Gray, 2002
- Grayenulla waldockae Żabka, 1992
- Grayenulla wilganea Żabka & Gray, 2002
- Grayenulla wishartorum Żabka, 1992